# 三合毛蕨
三合毛蕨（学名：Cyclosorus calvescens）为金星蕨科毛蕨属的植物。分布于中国大陆的云南、贵州等地，生长于海拔650米至1,600米的地区，多生长在生山沟酸性土上，目前尚未由人工引种栽培。